# Zornik

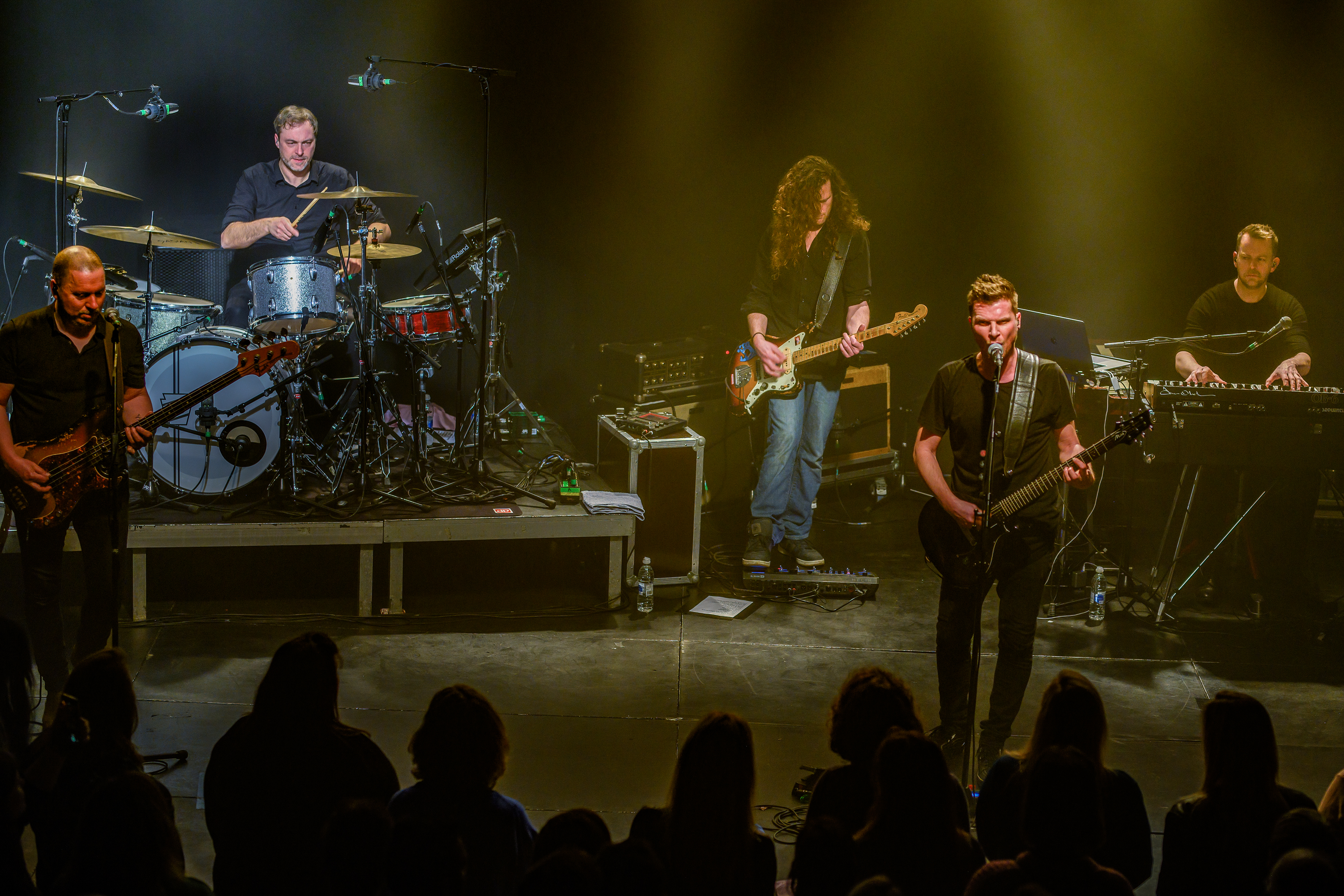
Zornik

Zornik est un groupe belge de rock alternatif créé en 1999. 

## Membres
- Koen Buyse (Chant, Guitare, Clavier)
- Tom Barbier (Guitare, Clavier)
- Bas  Remans (Basse)
- Davy Deckmijn (Batterie)

## Discographie
| Titre                            | Single/Album | Date |
| -------------------------------- | ------------ | ---- |
| Love Affair                      | single       | 2001 |
| It's so Unreal                   | single       | 2001 |
| Hey Girl                         | single       | 2001 |
| The place where you will find us | Album        | 2002 |
| You move me                      | single       | 2002 |
| One-armed Bandit                 | Album        | 2004 |
| Goodbye                          | single       | 2004 |
| Scared of Yourself               | single       | 2004 |
| Believe in me                    | single       | 2004 |
| Alien Sweetheart                 | Album        | 2005 |
| I Feel Alright                   | single       | 2005 |
| Keep me down                     | single       | 2005 |
| Black Hope Shot Down             | single       | 2007 |
| Crosses                          | Album        | 2007 |
| The Backseat                     | Single       | 2007 |
| Get Whatever you want            | Single       | 2007 |
| 4 million minutes                | Single/Album |      |

### Dvd
- Arena 2007, 1er novembre 2007, Capitol Records

### Vidéoclip
- 2001 : 'It's so Unreal (avec Ann Ceurvels et Pascale Bal)[1]